# شون ويلسون
شون ويلسون (بالإنجليزية: Shaun Wilson)‏ هو فنان فيديو أسترالي، ولد في 1972 في ملبورن في أستراليا.